# خافي أمايا
خافي أمايا (بالإسبانية: Javier Amaya Corredera)‏ هو لاعب كرة قدم إسباني في مركزي نصف الجناح والهجوم، ولد في 3 يناير 1990 في توريمولينوس في إسبانيا. لعب مع ريث روفرز ونادي ألميريا ب ونادي نايستفيد.

## وصلات خارجية
- خافي أمايا على موقع قاعدة بيانات كرة القدم.إي يو (الإنجليزية)
- خافي أمايا على موقع Soccerway.com (الإنجليزية)